# Municipio de Ree (Dakota del Sur)
El municipio de Ree (en inglés: Ree Township) es un municipio ubicado en el condado de Charles Mix en el estado estadounidense de Dakota del Sur. En el año 2010 tenía una población de 140 habitantes y una densidad poblacional de 1,14 personas por km².

## Geografía
El municipio de Ree se encuentra ubicado en las coordenadas 42°56′34″N 98°16′44″O / 42.94278, -98.27889. Según la Oficina del Censo de los Estados Unidos, el municipio tiene una superficie total de 122.77 km², de la cual 121,25 km² corresponden a tierra firme y (1,24 %) 1,52 km² es agua.

## Demografía
Según el censo de 2010, había 140 personas residiendo en el municipio de Ree. La densidad de población era de 1,14 hab./km². De los 140 habitantes, el municipio de Ree estaba compuesto por el 80 % blancos, el 12,14 % eran amerindios, el 0,71 % eran asiáticos, el 1,43 % eran de otras razas y el 5,71 % eran de una mezcla de razas. Del total de la población el 1,43 % eran hispanos o latinos de cualquier raza.